# Lisa Hannigan
Lisa Margaret Hannigan (Dunshaughlin, 12 febbraio 1981) è una musicista e cantante irlandese.

## Biografia
È cresciuta nella Contea di Meath, in Irlanda; si è poi trasferita a Dublino per studiare storia dell'arte al Trinity College, senza però concludere gli studi. Si appassiona alla musica attraverso l'ascolto di Maria Callas, ma la sua attività ha inizio grazie ad un incontro fortuito con Damien Rice, che la invita a cantare nei propri spettacoli. La collaborazione andrà avanti per circa sette anni, fino al 2007. Durante questo periodo, Lisa partecipa come corista o seconda voce a tutte le registrazioni di Rice, in particolare i due album O e 9. Nel primo album è presente anche la traccia nascosta Silent Night, con un nuovo testo composto e cantato dalla Hannigan sulla base della melodia tradizionale.
Contemporaneamente, al fianco di Damien Rice o senza di lui, collabora con svariati artisti, tra cui Mic Christopher, Herbie Hancock, i Frames di Glen Hansard. La sua è una presenza importante anche nel progetto benefico The Cake Sale, ad opera di un collettivo di artisti irlandesi, nell'ambito di una campagna dell'organizzazione non governativa Oxfam a favore del commercio equo e solidale.
Parallelamente all'attività musicale, ha portato avanti dei progetti teatrali con una compagnia da lei stessa fondata, The Cowardly Lion Theatre Group.
Il 25 marzo 2007 un comunicato sul sito ufficiale di Damien Rice annunciava che il rapporto professionale tra lui e Lisa era giunto al termine, e che la cantante avrebbe avviato una carriera solista. Rice ha attribuito questa decisione alle divergenze sempre maggiori tra i loro stili di composizione, ma tempo dopo si è detto pentito della scelta fatta. Lisa Hannigan, nel luglio 2009, ha dichiarato che la rottura del rapporto "è stata la cosa migliore che mi sia mai capitata, costringendomi ad andare avanti e a crescere come artista".

### Sea Sew
Dopo l'uscita dal gruppo di Damien Rice, Lisa ha iniziato a lavorare al proprio album di debutto, Sea Sew, la cui pubblicazione è avvenuta in Irlanda (e in tutto il mondo attraverso il suo sito ufficiale) il 12 settembre 2008. All'album, registrato in due settimane ai Cauldron Studios di Dublino, partecipano tra gli altri Tom Osander, Shane Fitzsimons e Vyvienne Long, già presenti nei dischi di Damien Rice.
Sea Sew comprende dieci tracce, tutte scritte dalla stessa Lisa eccetto Courting Blues, una reinterpretazione del folksinger scozzese Bert Jansch. Il primo singolo estratto è Lille.
Contemporaneamente all'uscita dell'album, Lisa ha iniziato con la sua band un tour in Irlanda, a cui ha fatto seguito una serie di concerti in Canada e Stati Uniti in apertura dei concerti di Jason Mraz.
Il 19 novembre 2008 Lisa Hannigan ha firmato un contratto discografico con l'etichetta ATO Records, che ha pubblicato l'album Sea Sew negli Stati Uniti il 3 febbraio 2009. L'album ha ricevuto la nomination come miglior album irlandese del 2008 sia ai Meteor Music Awards (l'equivalente in Irlanda del Premio Grammy statunitense) sia al Choice Music Prize.
Il 4 maggio 2009 l'album è stato pubblicato anche nel Regno Unito, dall'etichetta Hoop Recordings, creata dalla stessa Lisa Hannigan.
A dicembre dello stesso anno l'etichetta ATO ha pubblicato Live at Fingerprints, registrato dal vivo a Long Beach il 1º novembre 2008 .

### Passenger
Il secondo album dell'artista, registrato ai Bryn Derwen Studios nel Parco Nazionale di Snowdonia in Galles, è stato pubblicato il 20 settembre 2011 in Nordamerica, quindi, nel mese seguente, in Irlanda e Regno Unito. La produzione del disco, intitolato Passenger, è stata affidata al musicista statunitense Joe Henry.

### At Swim
Hannigan ha annunciato il terzo album sul sito web ufficiale - prodotto in collaborazione con Aaron Dessner - che verrà pubblicato il 19 Agosto 2016 e si chiamerà At Swim. Il 24 Maggio ha rivelato un teaser legato al lancio dell'album ed ha pubblicato due tracce, "Prayer To The Dying" e "Ora".

## Discografia

### Album in studio
- 2008 – Sea Sew
- 2011 – Passenger
- 2016 – At Swim

### Album dal vivo
- 2019 – Live In Dublin (con Stargaze)

### EP
- 2009 – Live at Fingerprints
- 2018 – The Colorist Orchestra & Lisa Hannigan (con The Colorist Orchestra)

### Singoli
- 2005 – Unplayed Piano (scritta da Lisa Hannigan e Damien Rice in onore di Aung San Suu Kyi, Premio Nobel per la pace 1991 e leader dell'opposizione in Birmania)
- 2008 – Lille
- 2009 – I Don't Know
- 2009 – Ocean And A Rock
- 2011 – Knots
- 2011 – What'll I Do
- 2011 – O Sleep
- 2011 – Home
- 2013 – Flowers
- 2014 – The Christmas Waltz
- 2016 – Fall
- 2016 – Ora
- 2016 – Snow
- 2016 – Lo
- 2017 – Undertow
- 2017 – Oh! You Pretty Things
- 2018 – Swan

### Con Damien Rice

#### Album in studio
- 2002 – O
- 2006 – 9

## Cover
Nel corso degli anni, da solista o con altri artisti, Lisa Hannigan ha inciso o eseguito dal vivo un gran numero di brani scritti da altri autori.
Quella che segue è una lista (incompleta) di queste cover:
- Águas de Março (Antônio Carlos Jobim)
- Be My Husband (Andy Stroud)
- Black Eyed Dog (Nick Drake)
- Blow The Wind Southerly (traditional)
- Blue Moon (Richard Rodgers/Lorenz Hart)
- Couldn't Love You More (John Martyn)
- Courting Blues (Bert Jansch)
- Desafinado (Antônio Carlos Jobim/Newton Mendonça)
- Don't Explain  (Billie Holiday/Arthur Herzog Jr.)
- Down to the River to Pray (traditional)
- Eyes Out For You (Joe Henry/Richard Walters)
- Free Until They Cut Me Down  (Samuel Beam)
- Gently Johnny  (traditional)
- Get The Party Started  (Linda Perry)
- Glory Box (Geoff Barrow/Beth Gibbons/Isaac Hayes/Adrian Utley)
- Grandma's Hands  (Bill Withers)
- Helpless (Neil Young)
- I Need A Dollar (Egbert Nathaniel Dawkins III/Leon Michels/Nick Movshon/Jeff Dynamite)
- Just Like Tom Thumb's Blues  (Bob Dylan)
- London Bridge Is Falling Down (traditional)
- Love Hurts  (Boudleaux Bryant)
- Mercedes Benz  (Janis Joplin/Michael McClure/Bob Neuwirth)
- My Lagan Love  (traditional)
- Once I Loved  (Antônio Carlos Jobim)
- Personal Jesus  (Martin Lee Gore)
- Playground Love  (Nicolas Godin/Jean-Benoît Dunckel)
- Rainy Night House  (Joni Mitchell)
- Queen of My Heart  (Mic Christopher)
- Somebody That I Used to Know (Wouter de Backer/Luiz Bonfá)
- Skinny Love (Justin Vernon)
- The Lady Is a Tramp  (Richard Rodgers/Lorenz Hart)
- The Man I Love  (George Gershwin/Ira Gershwin)
- The Night They Drove Old Dixie Down (Robbie Robertson)
- The Times They Are A-Changin'  (Bob Dylan)
- These Days (Jackson Browne)
- Upside Down (Bernard Edwards/Nile Rodgers)
- You Haunt Me (Richard Hawley)
- What a Curious Notion  (Mic Christopher)
- Willy  (Joni Mitchell)
- Your Ghost  (Kristin Hersh)

## Filmografia

### Doppiatrice

#### Cinema
- La canzone del mare (Song of the Sea), regia di Tomm Moore (2014)

#### Televisione
- Steven Universe – serie animata, 9 episodi (2017-in corso)
- Steven Universe: il film (Steven Universe: The Movie), regia di Rebecca Sugar – film TV (2019)

## Doppiatrici italiane
- Giò Giò Rapattoni in Steven Universe